# Clot d'en Bou
Lo Clot d'en Bou és un clot(punt baix d'una serralada) del terme municipal de Gavet de la Conca, a l'antic terme de Sant Salvador de Toló, al Pallars Jussà, en territori que havia estat de l'antiga caseria de la Ferreria.
El lloc és al sud-est de la Ferreria, a l'est de la petita cinglera de la Falconera, a la capçalera de la llaueta de Presquiró.